# Louis Magnus
Louis Magnus (25. května 1881 Kingston – 1. listopadu 1950) byl první prezident a hlavní iniciátor založení Mezinárodní federace ledního hokeje.

## Kariéra
Narodil se v Kingstonu na Jamajce francouzským rodičům, ale již v osmi letech se s nimi vrátil do Paříže. Pětinásobný mistr Francie v krasobruslení, později se stal velkým obdivovatelem hokeje s pukem, který poznal právě v Paříži. Jako novinář o hokeji velmi často psal. V roce 1908 svolal do Paříže zástupce šesti zemí, z nichž se dostavili čtyři, a s nimi ve dnech 15. – 16. května založil LIHG. Tato první schůzka se současně stala i prvním kongresem, který vyzval zájemce k přihláškám do nově vzniklé organizace. Louis Magnus působil jako prezident LIHG do roku 1912 a poté ještě jednou v roce 1914, ale jen na několik hodin. Naposledy byl ve vedení nejvyšší hokejové federace v sezoně 1923 – 1924 jako její viceprezident.

## Úspěchy a ocenění
- Francouzský mistr v krasobruslení (5x): 1908, 1909, 1910, 1911 (v singlu) a 1912 s Anitou del Monte (ve sportovních párech)[3]
- V roce 1997 byl Magnus uveden do síně slávy IIHF, a roce 2008 do síně slávy francouzské hokejové federace.